# Pseudopotto martini
Il falso potto (Pseudopotto martini Schwartz, 1996) è un primate strepsirrino appartenente alla famiglia dei Lorisidi. È l'unica specie del genere Pseudopotto.
La "scoperta" di questa specie e la sua classificazione in un ordine a sé stante è avvenuta nel 1996, quando lo studioso Jeffrey Schwartz, mentre studiava degli scheletri di Perodicticus potto nell'università di Zurigo, si accorse che due di questi erano leggermente differenti dagli altri: innanzitutto mancavano delle caratteristiche vertebre cervicali dalle apofisi allungate, inoltre mostravano una diversa conformazione dentale (premolari più lunghi e molari più corti) ed una coda di maggiore lunghezza rispetto agli altri. Infine, questi due scheletri avevano dimensioni minori rispetto a quelli dei potto, pur provenendo da una zona dove questi animali raggiungono le maggiori dimensioni riscontrate nella specie, ossia il Camerun.
In base a queste differenze tassonomiche, Schwartz propose la creazione di una nuova specie che nominò Pseudopotto martini in onore di Robert Martin, uno studioso di proscimmie dell'Università di Zurigo.
Alcuni studiosi (come E. Sarmiento e S. Bearder) hanno criticato la classificazione della specie, adducendo come motivo il fatto che le differenze fra i due scheletri e quelli di potto non sono sufficienti a giustificare la creazione di un nuovo genere.

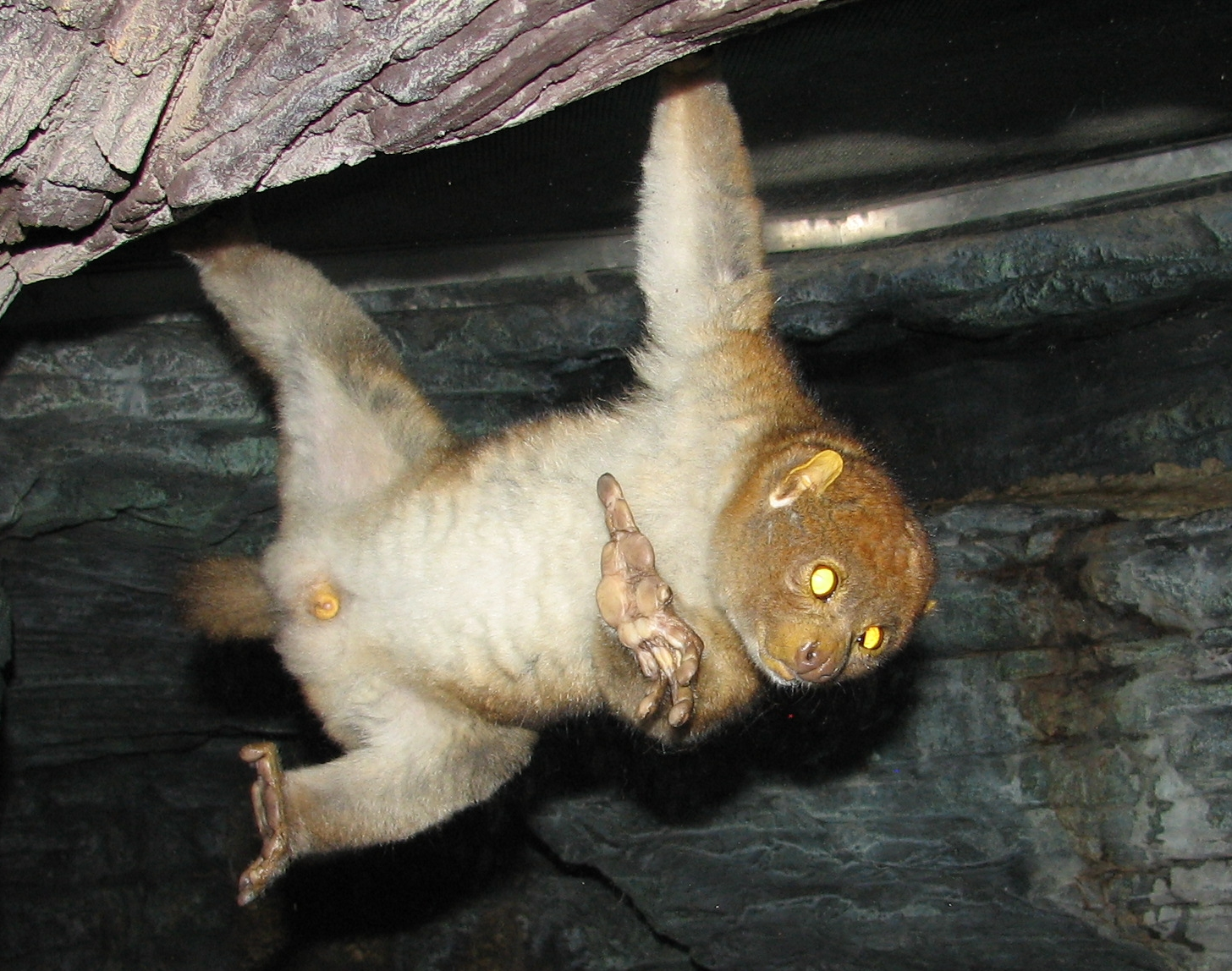
Il potto